# آرگووا
آرگووا (به انگلیسی: Argova)، ریزابه چپی از رود موستیستئا در رومانی است. این رود به موستیستئا در کوراتستی می‌ریزد. طول این رود ۲۳ کیلومتر است.